# Внутригородское муниципальное образование
Внутригородское муниципальное образование — вид муниципальных образований в России, являющихся частью города в рамках местного самоуправления.

## Характеристика
Согласно Федеральному закону «Об общих принципах организации местного самоуправления в Российской Федерации», выделяются следующие внутригородские муниципальные образования:
- внутригородская территория города федерального значения, обозначенная в первой редакции закона в 2003 году[2] и выделенная как внутригородское муниципальное образование в 2011 году[3]
- внутригородской район как внутригородское муниципальное образование на части территории городского округа с внутригородским делением: эта категория была дополнена в середине 2014 года[4]. К этой категории относятся внутригородские районы Челябинска, Самары и Махачкалы[5]